# St. James's Place plc
St. James's Place plc en en britisk formueforvaltningsvirksomhed. De har hovedkontor i Cirencester, Gloucestershire. Det er en kombineret rådgiver, kapitalforvalter og livsforsikringsselskab.  I 2023 havde de for £153,62 mia. i aktiver under forvaltning.anagement.
Virksomheden blev etableret af Mark Weinberg og Mike Wilson i 1991.